# Parazosne
Parazosne – rodzaj chrząszczy z rodziny kózkowatych i podrodziny zgrzypikowych.

## Zasięg występowania
Przedstawiciele tego rodzaju występują na Filipinach oraz Celebesie.

## Systematyka
Do Parazosne należą 3 gatunki:
- Parazosne estanleyi
- Parazosne leucospilota
- Parazosne sangirica